# Slam Tennis
Slam Tennis est un jeu vidéo de sport (tennis) développé par Infogrames Sheffield et édité par Infogrames, sorti en 2002 sur PlayStation 2 et Xbox.

## Accueil
- Jeux vidéo Magazine : 11/20 (XB)[1]
- Jeuxvideo.com : 13/20 (XB)[2]